# Five Color Road
Five Color Road (Wu Cai Lu), ook wel The Rainbow Road of Colourful Road is een Chinees filmdrama uit 1960.
De film is gebaseerd op de gelijknamige roman van Hu Qi uit 1959. De film is een van de voorbeelden uit het Mao-tijdperk rondom de eerste ontmoetingen tussen Tibet en China. De films van tussen 1953 en 1964 met dit thema volgen een vergelijkbare verhaallijn waarbij vijanden van de Chinese Communistische Partij (CCP) zorgen voor een lokaal conflict in Tibet en omgeving. De Tibetanen sluiten na enige twijfel en verwarring zich aan bij de CCP om een front te vormen tegen de gezamenlijke vijand.

## Verhaal
De film gaat over drie arme kinderen in Tibet, Qula, Danzhu en Sangdun. Zij gaan op zoek naar een weg die wordt aangelegd door het Chinese leger aan de andere kant van de bergen. Een weg die hun zal bevrijden van de onderdrukking en armoede. Op hun reis overkomen ze vele obstakels. Onderweg komen ze kleine Zhaxi tegen, een lijfeigene die gemarteld wordt en die ze helpen bevrijdden. Uiteindelijk slagen ze er in om het Chinese leger te ontmoeten en vinden ze de kleurrijke weg.

## Rolverdeling
| Acteur      | Personage     |
| ----------- | ------------- |
| Liu Pei     | Danzhu        |
| Li Mudan    | Qula          |
| Yu Qiding   | Sangdun       |
| Hong Niuniu | Kleine Zhaxi  |
| Zhao Ziyue  | Meester Ren   |
| Zhou Ting   | Meesteres Ren |